# Wiktor Kolosvary
Wiktor Kolosvary (ur. 25 lutego 1835 w Zgórsku, zm. 17 marca 1906 w Krakowie) – polski inżynier i austriacki urzędnik kolejowy.

## Życiorys
Polak pochodzenia węgierskiego. Absolwent gimnazjum w Tarnowie. Studiował na Akademii Technicznej we Lwowie (Technische Akademie) i Cesarsko-Królewskim Instytucie Politechnicznym w Wiedniu (k.k. Polytechnisches Institut). Pełni cały szereg funkcji w kolejnictwie austriackim – m.in. był zatrudniony na kolei Galicyjskiej im. Karola Ludwika (1859–), w zarządzie Kolei Czerniowieckiej (1866–), w radzie zawiadowczej Kolei Albrechta w Wiedniu (1869–), na stanowisku prezydenta Dyrekcji Kolei Państwowych w Krakowie (1885–1904). Nosił tytuł c.k. radcy dworu. Był członkiem Krajowej Rady Kolejowej, rady zawiadowczej Pierwszego Galicyjskiego Towarzystwa Akcyjnego Budowy Wagonów i Maszyn w Sanoku, Kolei Koszycko-Bogumińskiej, Galicyjskiej Kolei Lokalnej i filii krakowskiej Banku Krajowego Królestwa Galicyi i Lodomeryi. Ocenia się go jako jedną z najbardziej zasłużonych postaci polskiego kolejnictwa, który położył duże zasługi dla rozwoju kolejnictwa w Galicji, m.in. rozbudowy głównego dworca kolejowego w Krakowie. 
Pochowany na cmentarzu Rakowickim w Krakowie, kw. 12.